# Krystyna Ambros-Żurek
Krystyna Ambros-Żurek (ur. 13 marca 1961 w Lipce) – polska wioślarka, olimpijka z Moskwy (1980), nauczycielka. Córka Kazimierza i Zofii Anieli (z d. Redwanz).
W latach 1976–1981 należała do klubu sportowego MKS Wałcz. Jej trenerami byli: Ryszard Świerczyński i Ryszard Koch.
W 1980 ukończyła Liceum Ogólnokształcące w Wałczu.

## Osiągnięcia sportowe
- 1979 – 12. miejsce podczas Mistrzostw Świata w Bledzie (w osadzie razem z Beatą Kamudą-Dudzińską, Wandą Piątkowską-Kiestrzyn, Teresą Soroką-Frąckowską, Grażyną Różańską-Pawłowską - sterniczka);
- 1980 – uczestniczka Igrzysk Olimpijskich w Moskwie, w osadzie razem z Urszulą Niebrzydowską-Janikowską, Ewą Lewandowską-Pomes, Wandą Piątkowską-Kiestrzyn, Beatą Kamudą-Dudzińską, Jolantą Modlińską, Teresą Soroką-Frąckowską, Wiesławą Kiełsznia-Buksińską, Grażyną Różańską-Pawłowską (sterniczka) – ósemki, odpadły z konkurencji po 3. miejscu w przedbiegach (3:25.15), a następnie 4. miejscu w repesażach (3:24.04).